# Sultanmoskee
De Sultanmoskee (Engels: Sultan Mosque, Maleis: Masjid Sultan (en in jawi-schrift) مسجد سلطان) is een moskee in Singapore in Kampong Glam in de wijk Rochor in het Centraal Gebied in de Centrale Regio. 
De omgeving van Kampong Glam werd reeds bij het eerste Brits bestuur in 1819 toegewezen aan Maleiers en andere moslims. Sultan Hussain Shah van Johor bouwde hier een paleis. Naast zijn paleis bouwde hij tussen 1824 en 1826 een moskee met financiële steun van de Britse Oost-Indische Compagnie. Deze moskee werd in het begin van de 20e eeuw vervangen door een groter bouwwerk. De huidige moskee werd afgewerkt tussen 1924 en 1928.
In 1975 werd de moskee erkend als nationaal monument.